# Petr Zenkl
Petr Zenkl (13. června 1884 Tábor – 2. nebo 3. listopadu 1975, Raleigh, Severní Karolína, USA) byl český a československý politik, primátor města Prahy (duben 1937 – únor 1939 a 1945–1946), předseda národně socialistické strany (1945–1948), místopředseda čs. vlády (1946–1948), po únoru 1948 exilový politik a předseda Rady svobodného Československa (1949–1974).

## Životopis

### Mládí
Narodil se jako osmý syn (z deseti chlapců a z jedenácti sourozenců) živnostníka – původně samostatného krejčího, později obchodníka se střižním a jiným zbožím. Všechny děti musely pomáhat v obchodě a usilovat o to, aby co nejdříve vydělávaly. Otec byl českým vlastencem, a proto jeho děti chodily do Sokola. Petr díky svému nadání urychleně vystudoval střední školu (osmileté reálné gymnázium v Táboře založené roku 1862) i Filozofickou fakultu Karlovy univerzity v Praze a již v roce 1907 se stává jedním z nejmladších doktorů filozofie. Při studiích v Táboře se devatenáctiletý Petr seznámil s dcerou svého učitele historie (Josefa Vycpálka) šestnáctiletou Pavlou, která se stala o šest let později (1909) jeho ženou.

### Učitelské a osvětářské období
Po absolutoriu se Petr Zenkl věnoval učitelskému povolání. Odešel znovu do Prahy, kde vyučoval na Obchodní akademii v Praze, pak v obchodním odboru pražského Vysokého učení technického. Pak se vrátil do rodného Tábora učit na Vysoké škole zemědělské, ale pak byl povolán do Karlína na nově otevřenou Obchodní akademii. Jeho učitelské období je vymezeno roky 1907–1918.
V roce 1909 přišel do Osvětového svazu, který v té době budoval místní osvětové organizace a lidové knihovny. O dva roky později byl Zenkl postaven do čela přednáškového odboru tohoto Osvětového svazu (předsedou tohoto odboru zůstal do roku 1928), organizoval přednášky, inicioval akce na podporu dobré knihy a potlačování knižního braku. V roce 1912 byl zvolen do Výboru Osvětového svazu (tuto funkci zastával do roku 1925). Tehdy dal podnět k vydávání vzdělávací četby, který vedl v roce 1914 k tomu, že Vilímkovo nakladatelství začalo vydávat pod Zenklovou redakcí svazky oblíbené levné vzdělávací četby edice Za vzděláváním, jež zahrnovaly i četné přednášky Lidové školy Osvětového svazu. Zenkl redigoval tuto edici až k 112. svazku. Kromě toho se Zenkl účastnil na vydávání knih v nakladatelství Vesmír, kde založil a redigoval zejména knižnice ABC a Základy.
V březnu 1914 inicioval Petr Zenkl založení „Výboru pro oslavy Husovy“ a stal se jeho předsedou. Od záměru uspořádat oslavy k 500. výročí upálení Jana Husa jej neodradilo ani vypuknutí první světové války v červenci 1914. Svolal z Čech a Moravy vzdělávací výbory k poradám o všenárodních Husových oslavách a dosáhl toho, že se oslavy uskutečnily a byly završeny velkolepou manifestací 4. července 1915 v pražském Obecním domě.
V letech 1915–1916 se Zenkl ujal vedení přednáškových kurzů správné češtiny, aby takto pomáhal k udržení víry v budoucnost českého národa.
Po vzniku Československé republiky se z Osvětového svazu stal „Masarykův lidovýchovný ústav“, který ve své vzpomínkové publikaci „Husova škola v našem národním odboji“ vydané roku 1922, zaznamenává mnohé Zenklovy projevy z tohoto období.

### Předválečné komunální období
Nejpozději v roce 1913 se začal Petr Zenkl zajímat o komunální politiku v Karlíně, kde bydlil. Na místní radnici vládli představitelé Staročechů, kteří byli konzervativní, ale měli smysl pro sociální otázky, nicméně v té době už neměla staročeská strana velký kredit. Proto uvítali Zenklovu iniciativu založit nestranický „Klub občanů karlínských“ a s jeho programem kandidovat do karlínského zastupitelstva. Obecními volbami v roce 1913 stal se Zenkl členem karlínského zastupitelstva a zahájil tak svou dráhu komunálního politika, jejíž další etapou byla funkce starosty města Karlína (od roku 1919), kterou zastával až do vzniku Velké Prahy (1. 1. 1922), kdy bylo k Praze připojeno 37 obcí s půl miliónem obyvatel, takže Velká Praha měla celkem 700 tisíc obyvatel.
V roce 1923 byl pak Zenkl zvolen předsedou Ústředního sociálního sboru hlavního města Prahy. Dne 12. dubna 1926 schválilo Ústřední zastupitelstvo hl. m. Prahy návrh Petra Zenkla na vybudování Ústředních ústavů sociální péče v Krči. Již při oslavách 10. výročí republiky (1928) byl tento komplex sociální péče (na území rozlohy 30 ha s 21 budovami zabírajícími 40 000 m2 zastavěné plochy, s kapacitou pro 3000 osob), nazvaný Masarykovy domovy, předán veřejnosti a 13. května 1929 přijaly tyto domovy první chovance.
Po 24 letech úspěšného působení na karlínské a pražské radnici byl Petr Zenkl, jako člen městské rady, povolán v roce 1937 na primátorský stolec, aby vystřídal svého úspěšného a oblíbeného předchůdce (ovšem nechvalně proslulého antisemitu z doby Hilsnerovy aféry, který stál na opačné straně než T. G. Masaryk) dr. Karla Baxu. Jeden z prvních jeho primátorských úkolů byl smutný – vést delegaci města Prahy v průvodu při pohřbu prezidenta T. G. Masaryka 21. září 1937. Ani další primátorování nebylo příliš radostné – o rok později přišla Mnichovská dohoda (září 1938) a nakonec rozpuštění městského zastupitelstva Zemským úřadem 24. února 1939, čímž bylo Zenklovo primátorování na dlouhá léta přerušeno.

### Německá okupace a koncentrační tábor

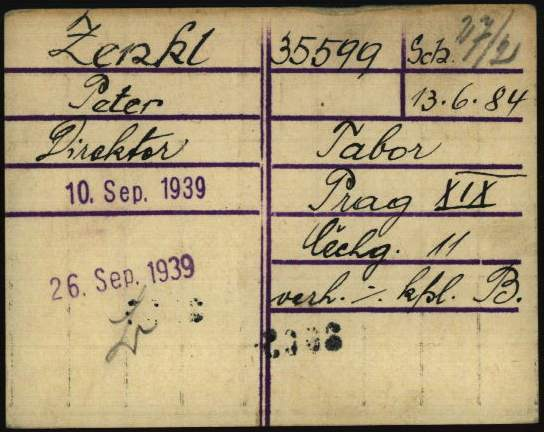
Registrační karta Petra Zenkla jako vězně v koncentračním táboře Dachau

Během Mnichovské krize byl Petr Zenkl odpůrcem kapitulace. Krátce po podpisu Mnichovské dohody ve svém bytě hostil schůzku významných osobností, které se nechtěly smířit s kapitulací a diskutovaly možnost vojenského odporu. Jednou ze zvažovaných možností byl i vojenský převrat, k žádnému rozhodnutí ale nedošlo. Pro Zenkla přišlo gestapo v rámci akce Albrecht der Erste do bytu hned v první den druhé světové války – 1. září 1939, ale nezastihlo jej doma. Našlo jej však v kanceláři Ústřední sociální pojišťovny, kde mu dva agenti gestapa řekli, aby se s nimi šel projít – například na Pankrác – s tím, že domů (ženě) telefonovat nemusí, neboť se mu dostane zvláštní ochrany. Na Pankráci byl pak Zenkl zařazen do transportu do Dachau, společně se svými známými Peroutkou, Chytilem, Sychravou, autorem pamětí Záznamy z Buchenwaldu (Praha, 1945), a dalšími. Po třech týdnech v Dachau byli přestěhováni do koncentračního tábora Buchenwald.
Vnitřní správu tábora v Buchenwaldu strhli na sebe komunističtí vězni, kteří byli proti Zenklovi zaujati pro jeho protikomunistické postoje z doby předválečné. Když se díky postupu americké armády přiblížilo osvobození tábora, dostal velitel koncentráku strach, aby mezi vězni nevypuklo povstání, a proto se rozhodl popravit pro výstrahu několik desítek vybraných vězňů. Dne 5. dubna 1945 vyzvaly táborové ampliony 46 vězňů různých národností, aby se (neprodleně) dostavili do politické sekce tábora. Mezi předvolanými byl jako jediný Čech – Petr Zenkl. Vězňové nechtěli předvolané vydat, pokud se předvolaní sami postarají o svůj úkryt v táboře. Komunističtí táboroví funkcionáři ukryli své oblíbence v kuchyních, skladištích či v nemocnici, avšak Zenkla ukrýt odmítli – snad proto, že situaci pochopili jako možná poslední příležitost, jak se skalního demokrata Zenkla zbavit.[zdroj?] Zenkl však našel pomoc u vězňů označených zeleným trojúhelníkem – u zločinců mnohokrát trestaných za opravdu kriminální delikty. Znali Zenkla z tábora jako člověka, který byl pověřen táborovou samosprávou, aby kontroloval čistotu jejich těl s ohledem na odvrácení rizika tyfové epidemie, a protože se k nim choval laskavě, oplatili mu to poskytnutím azylu pod podlahou svého bloku. 
Druhý den poté, kdy armáda generála Pattona osvobodila Buchenwald, varoval Zenkla rozhlasový americký komentátor Edward R. Murrow, že je jeho život ještě nyní ohrožen, protože čeští komunisté by neradi viděli jeho návrat do Prahy. Zenkl proto chtěl využít nabídky francouzských spoluvězňů, kteří jej chtěli vzít s sebou do Štrasburku, ale i tuto možnost komunisté přímým zásahem zmařili. Nakonec Zenkl unikl z obvodu tábora tajně a pracně se dostal k americkému vojenskému stanovišti, které pohotově zařídilo jeho odlet do Frankfurtu, odkud pokračoval do Paříže a do Londýna. (Jiří Rajlich uvádí, že jej z Výmaru do Londýna svezl dopravním letadlem generál Janoušek, vracející se z návštěvy čs. vězňů v Buchenwaldu.)
V Londýně (ještě před koncem války) prosazoval, aby československé zahraniční jednotky byly co nejrychleji nasazeny doma a pomohly tak ohrožené Praze. Rovněž žádal, aby americká armáda, rozložená na jihozápad od Plzně, spěchala do Prahy. V té době se také v Londýně dozvěděl, že v Praze byl 5. května 1945 dosazen na jím opuštěný primátorský stolec jeho předválečný odpůrce, komunista Václav Vacek. Také se dozvěděl, že jej Revoluční výbor Čs. strany národně socialistické (ČSNS) zvolil na svém tajném zasedání (25. dubna 1945 v budově Melantrichu v Praze) předsedou ČSNS, a to na návrh Fráni Zemínové.

### V čele opozice proti totalitě
Od srpna 1945 uvolnil Václav Vacek křeslo pražského primátora, aby na něj opět usedl Petr Zenkl – muž, který toto místo s příchodem německých okupantů v roce 1939 musel opustit. Praha byla v té době polepená portréty Stalina, všude vlály rudé vlajky a prapory, v parcích byly vysázeny z květin pěticípé hvězdy, výhled v ulicích byl omezen mohutnými transparenty s komunistickými hesly. Rozhlas, divadla i biografy sloužily komunistické propagandě. Ulice a náměstí byly pojmenovány po komunistech. Sovětské a komunistické instituce dostaly od města k dispozici místnosti, byty i celé domy. Primátor Vacek věnoval například maršálovi Koněvovi vilu, která mu nejen nikdy (osobně) nepatřila, ale nepatřila dokonce ani městu Praze. Za dobu své vlády na pražské radnici usadili komunisté do všech městských úřadů výlučně jen komunisty, a to bez ohledu na kvalifikaci a schopnosti, aby si pro budoucnost zajistili, že úřednický aparát bude jejich „revoluční“ útoky na demokracii podporovat. Do května 1946 se Zenklovi jako primátorovi podařilo jakž takž nastolovat opět na radnici pořádek a čelit „revolučním“ křivdám. Pak proběhly parlamentní volby, kdy opustil funkci primátora, aby se stal prvním místopředsedou československé vlády. 30. září 1946 se zastupitelstvo hl. m. Prahy se svým bývalým primátorem rozloučilo slavnostním zasedáním ve Smetanově síni Obecního domu, při kterém udělilo Petrovi Zenklovi diplom čestného občanství.
V parlamentních volbách 26. května 1946 Čs. strana národně socialistická (ČSNS) umístila jako druhá (po KSČ) a získala ve vládě, jejímž předsedou se stal Klement Gottwald, křeslo prvního místopředsedy vlády (pro Petra Zenkla jako předsedu druhé nejsilnější strany) a další tři ministerská křesla pro Prokopa Drtinu, Huberta Ripku a Jaroslava Stránského.
Předsedou národně socialistické strany byl znovu zvolen 2. března 1947 na XIV. sjezdu této strany, kterého se zúčastnily tři tisíce delegátů. V letech 1945–1946 byl Zenkl také poslancem Prozatímního Národního shromáždění za národní socialisty. V parlamentu setrval do parlamentních voleb v roce 1946 a po nich se do zákonodárného sboru vrátil, nyní jako poslanec Ústavodárného Národního shromáždění za národní socialisty. Zde zasedal do 26. února 1948, kdy rezignoval a jeho poslanecké křeslo zaujal Rudolf Morávek.
V únoru 1948 podal společně s dalšími nekomunistickými ministry demisi, aby přiměl komunistického ministra vnitra Noska ke zrušení neústavních kroků, které Nosek v resortu prováděl. Po komunistickém únorovém puči byl pod nepřetržitým dozorem StB, přesto se mu v srpnu 1948 podařilo i s manželkou uprchnout na Západ. V následujících letech se stal hlavou československého politického exilu (v letech 1949–1974 byl předsedou exilové Rady svobodného Československa se sídlem ve Washingtonu, D. C. a také předsedou exilové ČSNS).

## Obraz v komunistické propagandě
Už za necelé tři roky po jeho emigraci – při pohřbu tří funkcionářů zastřelených v rámci „případu Babice“, odehrávajícím se v Moravských Budějovicích v červenci 1951 – o něm tehdejší ministr informací a osvěty Václav Kopecký hovořil takto: „Ano, oni, cizáčtí imperialističtí nepřátelé republiky a jejich spřeženci a pomocníci jsou vrahy bestiálně zabitých babických občanů. A vrahy jsou českoslovenští reakční emigranti, bídní Zenklové, Procházkové, Majerové, Peroutkové a podobní (...).“

## Ocenění a odkaz

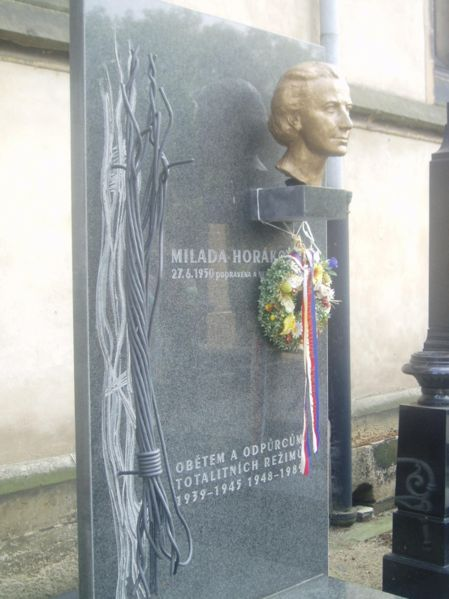
Kenotaf Milady Horákové
na Vyšehradském hřbitově

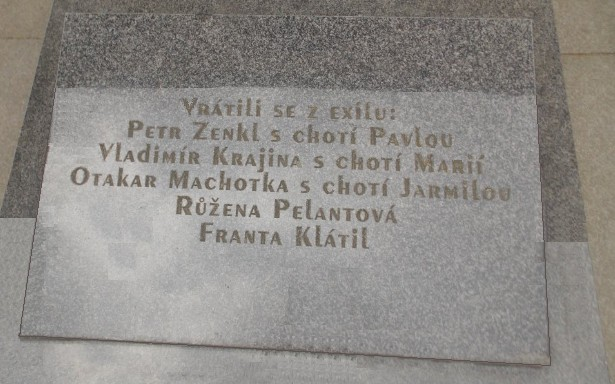
Kenotaf se jmény
na Vyšehradském hřbitově

Petr Zenkl a jiní národní socialisté, kteří zemřeli v emigraci, jsou pohřbeni ve fiktivním hrobě Milady Horákové na Vyšehradském hřbitově v Praze (č. 6A-1). Spolu se Zenklem např. Otakar Machotka (sociolog, čs. politik, účastník protinacistického odboje), prof. Vladimír Krajina (politik), Růžena Pelantová (politička, po druhé světové válce předsedkyně Společnosti československo-amerického přátelství).
28. října 1991 udělil prezident republiky Václav Havel dr. Petru Zenklovi in memoriam Řád Tomáše Garrigua Masaryka II. třídy za zásluhy o demokracii a lidská práva.
V Praze 8 je po něm pojmenována významná ulice, vedoucí z libeňské Palmovky až do Kobylis.